# 護民官
護民官（拉丁語：Tribunus）是羅馬共和國的政治職務。是羅馬古代各種軍事和民政官員的總稱。

## 平民護民官
平民護民官在公元前471年起由平民大會選舉，他們擔任平民大會主席，因而能夠表達平民的要求。
在公元前450年起，制度上任命10名平民護民官。他們的職責是保護人民，有權否決元老院或執政官發佈的命令。他們有權召開平民大會並作為其主席，這也使他們擁有提出立法建議的權力。從公元前300年起，大多數立法是由護民官提出來通過的。護民官的權力來自羅馬平民發誓捍衛護民官，因此其權力僅限於羅馬，而不能影響其他省份。
護民官後來發展成羅馬最有權勢的職位之一，因為在法律上來說，一個貴族不可能參加平民大會、成為護民官，所以第一位羅馬皇帝奧古斯都架空了護民官的權力，使護民官如同虛設。

## 軍事護民官
軍事護民官原指步兵司令。在早期的共和國，由自部落大會中所選出的24個年輕男子分發到四個羅馬軍團中，每個軍團有6名護民官，其中幾名由執政官或軍隊指揮官任命，其他則由人民選舉。在帝國時期（前27年起），軍事護民官的職位是進入元老院或當騎兵軍官的初步階梯，要由羅馬皇帝指派。這種護民官指揮羅馬禁衛軍和輔助部隊。

## 財務護民官
財務護民官原來指在各部落中徵收貢賦和發放軍餉的官員，但這些職權後來逐漸分散到其他官職上。在共和國末期，他們形成一種社會階層，地位低於騎士階級。